# Vlag van Aiseau-Presles
De vlag van Aiseau-Presles is bevestigd door het gemeentebestuur als de vlag van de Henegouwse gemeente Aiseau-Presles. De vlag kan als volgt worden beschreven:
Blauw bezaaid met witte fleur-de-lys en de naam van de gemeente in zwarte letters.
De Raad van Heraldiek en Vexillologie (Frans: Conseil d’héraldique et de vexillologie) stelde een banier van het gemeentewapen voor, blauw met een reeks witte fleur-de-lys (zonder de naam van de gemeente).

Vlagontwerp van de Raad van Heraldiek en Vexillologie